# Kirsten Vangsness

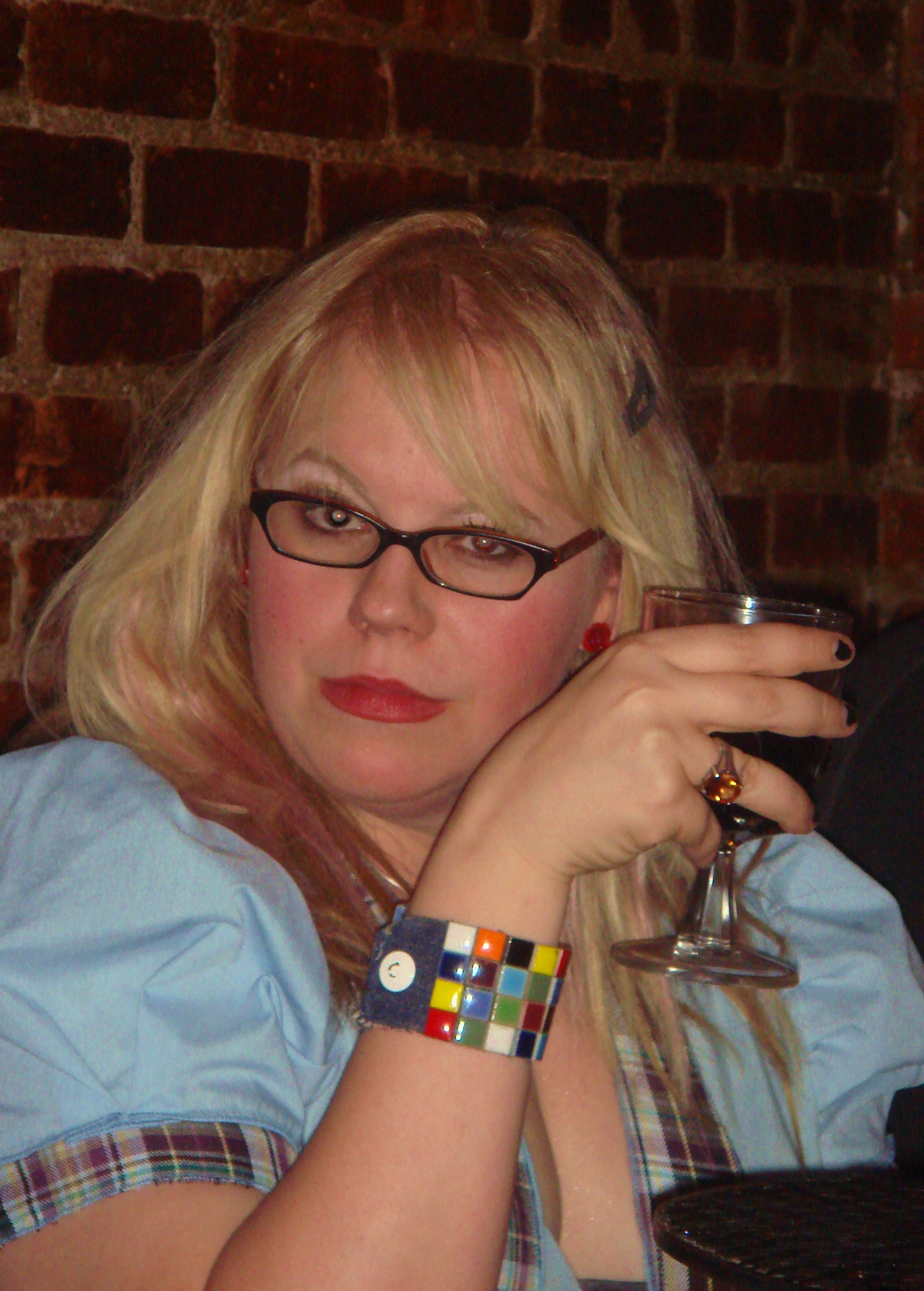

Kirsten Simone Vangsness, född 7 juli 1972 i Pasadena, Kalifornien, är en amerikansk skådespelerska. Hon är mest känd för rollen som Penelope Garcia i kriminalserierna Criminal Minds och Criminal Minds: Suspect Behavior.